# Grippe A (H1N1) de 2009-2010 au Mexique
| Bilan de la grippe A (H1N1) pour les entités fédératives Information du 27 de mai 2009 | Bilan de la grippe A (H1N1) pour les entités fédératives Information du 27 de mai 2009 | Bilan de la grippe A (H1N1) pour les entités fédératives Information du 27 de mai 2009 | Bilan de la grippe A (H1N1) pour les entités fédératives Information du 27 de mai 2009 |
| -------------------------------------------------------------------------------------- | -------------------------------------------------------------------------------------- | -------------------------------------------------------------------------------------- | -------------------------------------------------------------------------------------- |
| Reportes de gripe A (H1N1) por estado                                                  |                                                                                        |                                                                                        |                                                                                        |
| - Morts                                                                                | - Confirmés                                                                            | - Confirmés                                                                            |                                                                                        |
| Entité fédérative                                                                      | Cas                                                                                    | Morts                                                                                  |                                                                                        |
| Entité fédérative                                                                      | Confirmés en laboratoire                                                               | Attribué                                                                               |                                                                                        |
| Total                                                                                  | 5 563,.                                                                                | 89,.                                                                                   |                                                                                        |
| Aguascalientes                                                                         | 94                                                                                     | 3                                                                                      |                                                                                        |
| Basse-Californie                                                                       | 79                                                                                     | 2                                                                                      |                                                                                        |
| Basse-Californie-du-Sud                                                                | 8                                                                                      | 0                                                                                      |                                                                                        |
| Campeche                                                                               | 38                                                                                     | 0                                                                                      |                                                                                        |
| Chiapas                                                                                | 55                                                                                     | 1                                                                                      |                                                                                        |
| Chihuahua                                                                              | 58                                                                                     | 0                                                                                      |                                                                                        |
| Coahuila                                                                               | 2                                                                                      | 0                                                                                      |                                                                                        |
| Colima                                                                                 | 26                                                                                     | 0                                                                                      |                                                                                        |
| District fédéral                                                                       | 1,824                                                                                  | 34                                                                                     |                                                                                        |
| Durango                                                                                | 19                                                                                     | 0                                                                                      |                                                                                        |
| Guanajuato                                                                             | 79                                                                                     | 1                                                                                      |                                                                                        |
| Guerrero                                                                               | 214                                                                                    | 0                                                                                      |                                                                                        |
| Hidalgo                                                                                | 242                                                                                    | 5                                                                                      |                                                                                        |
| Jalisco                                                                                | 333                                                                                    | 1                                                                                      |                                                                                        |
| México                                                                                 | 280                                                                                    | 19                                                                                     |                                                                                        |
| Michoacán                                                                              | 156                                                                                    | 2                                                                                      |                                                                                        |
| Morelos                                                                                | 95                                                                                     | 0                                                                                      |                                                                                        |
| Nayarit                                                                                | 73                                                                                     | 0                                                                                      |                                                                                        |
| Nuevo León                                                                             | 64                                                                                     | 0                                                                                      |                                                                                        |
| Oaxaca                                                                                 | 79                                                                                     | 5                                                                                      |                                                                                        |
| Puebla                                                                                 | 59                                                                                     | 1                                                                                      |                                                                                        |
| Querétaro                                                                              | 141                                                                                    | 0                                                                                      |                                                                                        |
| Quintana Roo                                                                           | 57                                                                                     | 0                                                                                      |                                                                                        |
| San Luis Potosí                                                                        | 372                                                                                    | 6                                                                                      |                                                                                        |
| Sinaloa                                                                                | 8                                                                                      | 1                                                                                      |                                                                                        |
| Sonora                                                                                 | 66                                                                                     | 0                                                                                      |                                                                                        |
| Tabasco                                                                                | 246                                                                                    | 1                                                                                      |                                                                                        |
| Tamaulipas                                                                             | 68                                                                                     | 1                                                                                      |                                                                                        |
| Tlaxcala                                                                               | 69                                                                                     | 3                                                                                      |                                                                                        |
| Veracruz                                                                               | 321                                                                                    | 0                                                                                      |                                                                                        |
| Yucatán                                                                                | 97                                                                                     | 0                                                                                      |                                                                                        |
| Zacatecas                                                                              | 237                                                                                    | 3                                                                                      |                                                                                        |
| étrangers                                                                              | 4                                                                                      | 0                                                                                      |                                                                                        |
| Source : Secretaría de Salud,.                                                         |                                                                                        |                                                                                        |                                                                                        |
| Reportes de gripe A (H1N1) por estado                                                  |                                                                                        |                                                                                        |                                                                                        |
| - 2000+ cas - 500+ cas                                                                 | - 100+ cas - 1+ cas                                                                    | - 100+ cas - 1+ cas                                                                    |                                                                                        |

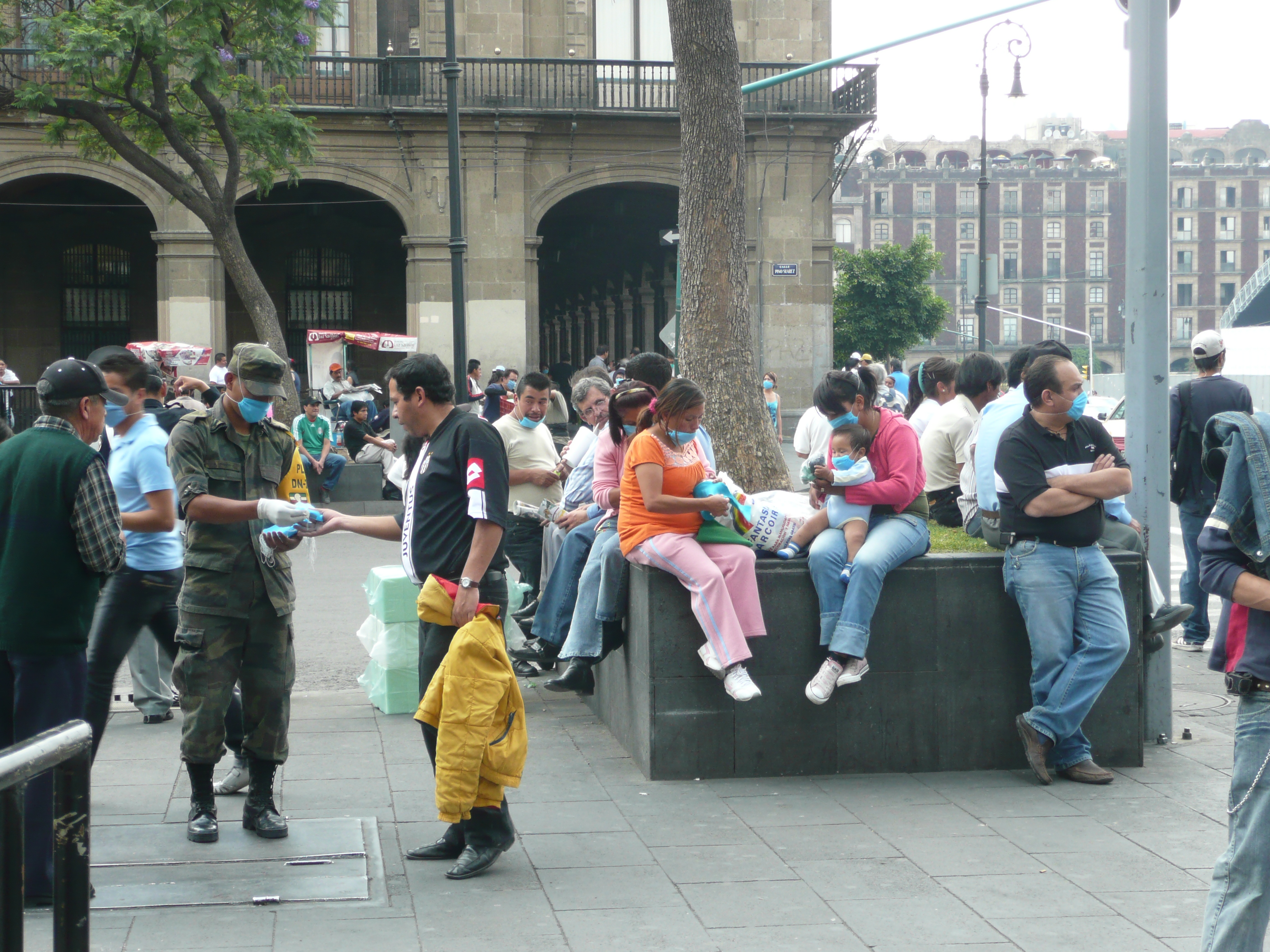
Militaires mexicains distribuant des masques chirurgicaux aux habitants.

En mars et avril 2009, une épidémie d'une nouvelle souche de grippe généralement désignée comme « grippe porcine » a contaminé de nombreuses personnes au Mexique et d'autres parties de la planète. La nouvelle souche a été identifiée comme une combinaison de différentes souches du virus de la grippe A (H1N1), dont des souches différentes de ce sous-type se propageant parmi la population porcine.
L'Organisation mondiale de la santé (OMS) et les Centres pour le contrôle et la prévention des maladies (CDC aux États-Unis) ont exprimé leur inquiétude car cette nouvelle souche touche l'être humain jeune et en bonne santé (ce qui est une des caractéristiques des souches hautement pathogènes et à risque pandémique, tout comme le mélange de gènes propres au porc et à l'oiseau). L'OMS craint que ce variant du H1N1 qui, au Mexique, se transmet déjà apparemment d'homme à homme et qui jusqu'ici a eu un taux de mortalité relativement élevé dans les cas possibles et confirmés au Mexique, puisse causer une pandémie grippale.
Au 27 avril 2009, toutes les écoles du pays restent fermées jusqu'au 6 mai.

## Épidémie
L'épidémie a été détectée pour la première fois dans le district fédéral, où la surveillance a débuté à partir du 18 mars. Les autorités ont d'abord supposé que l'augmentation était due à la fin de la saison de la grippe (qui généralement coïncide avec une augmentation due au virus de la grippe B). Le 21 avril, lorsqu'une alerte du CDC en rapport avec deux cas isolés de grippe porcine, ils réalisent enfin qu'il s'agit d'une nouvelle souche.

## Cas confirmés

Mexique:
0 morts
morts suspects
1+ morts
5+ morts
20+ morts
100+ morts

Le Dr José Ángel Córdova Villalobos, en tant que ministre de la santé, a déclaré que depuis mars 2009, il y a eu 1 300 cas, avec 20 décès, et il a confirmé qu'il s'agit d'une nouvelle souche de grippe porcine du virus A du sous-type H1N1. À partir du 26 avril 2009 on dénombre 1 614 cas, avec 103 décès et environ 400 patients hospitalisés.

## Réponses
Les militaires ont été mobilisés par le gouvernement et ont distribué 6 millions de masques chirurgicaux aux citoyens aux alentours de la ville de Mexico. Depuis le 24 avril 2009, les écoles (de la maternelle à l'université), tout comme les bibliothèques, les musées, les salles de concert, et tout lieu public de rassemblement, ont été fermés par le gouvernement dans la ville de Mexico et dans l'état voisin, l'État de Mexico, et l'État de San Luis Potosí resteront fermés au moins jusqu'au 6 mai. Marcelo Ebrard, chef du gouvernement du district fédéral, a demandé à tous les gérants d'établissements nocturnes de fermer pendant dix jours pour éviter de nouvelles infections. Le 25 avril le président Felipe Calderón a déclaré l'urgence qui lui donne le pouvoir de suspendre les manifestations publiques et lui permettant d'ordonner la quarantaine. Le 26 avril, José Natividad González Parás, gouverneur du Nuevo León, a annoncé que les écoles de tout l'état resteront fermées jusqu'au 6 mai, et il a mis en place un système de quarantaine dans les aéroports, les gares routières et la création de points d'observation surtout dans le sud de l'État sur l'autoroute la plus proche des frontières avec les autres états, afin de réaliser des examens sur les personnes qui arrivent des autres états. Les cours dans l'État de Coahuila ont été annulés les 27 et 28 avril jusqu'à ce qu'ait été décrétée la suspension dans tout le pays jusqu'au 6 mai.

## Impact social de l'épidémie au Mexique
Pour la première fois dans le football, par décision de la Fédération mexicaine de football et des équipes respectives, les rencontres Pumas-Guadalajara, América-Tecos et Pachuca–Cruz Azul se sont déroulées à huis clos. 
Le 27 avril il a été déclaré la suspension de l'Olympiade nationale au Mexique, laquelle avait débuté à Mexicali le 21 avril.